# Josef Rainer (Politiker, 1881)

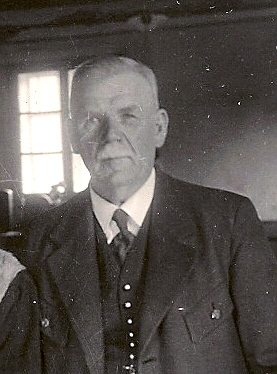
Josef Rainer 1947

Josef Rainer (* 12. Juli 1881 in Deutschlandsberg, Steiermark; † 4. Februar 1962 ebenda) war ein österreichischer Politiker (fraktionslos).

## Leben
Josef Rainer war Bauer und Weinbauer, der in Burgegg, einer damals noch selbstständigen Katastralgemeinde der heutigen Stadtgemeinde Deutschlandsberg, bis 1938 einen eigenen Bauernhof (vlg. Nebelhansl) und danach am „Burgeggerberg“ (vlg. Schafferhiasl) bis zu seinem Ableben einen eigenen Weinbaubetrieb bewirtschaftete.
1910 wurde Josef Rainer zum Bürgermeister von Burgegg gewählt, das Amt bekleidete er 25 Jahre bis 1935. Von 1919 bis 1920 war Josef Rainer auch kurzzeitig fraktionsloser Abgeordneter im Landtag Steiermark. Nach siebenjähriger Unterbrechung erfolgte 1927 erneut sein Einzug ins steirische Landesparlament, dieses Mandat hatte er bis 1932 inne.
Auf Bundesebene war Josef Rainer vom 27. April 1934 bis zu dessen Auflösung am 2. Mai 1934 – somit für nur sechs Tage – Abgeordneter des Landbundes im Bundesrat in Wien.
Von 1938 bis Ende 1943 war Josef Rainer ehrenamtlicher Kreisbauernführer des Bezirks Deutschlandsberg; mit 30. Dezember 1943 wurde er dieses Amtes enthoben und wegen „Interesselosigkeit“ aus der NSDAP ausgeschlossen. 

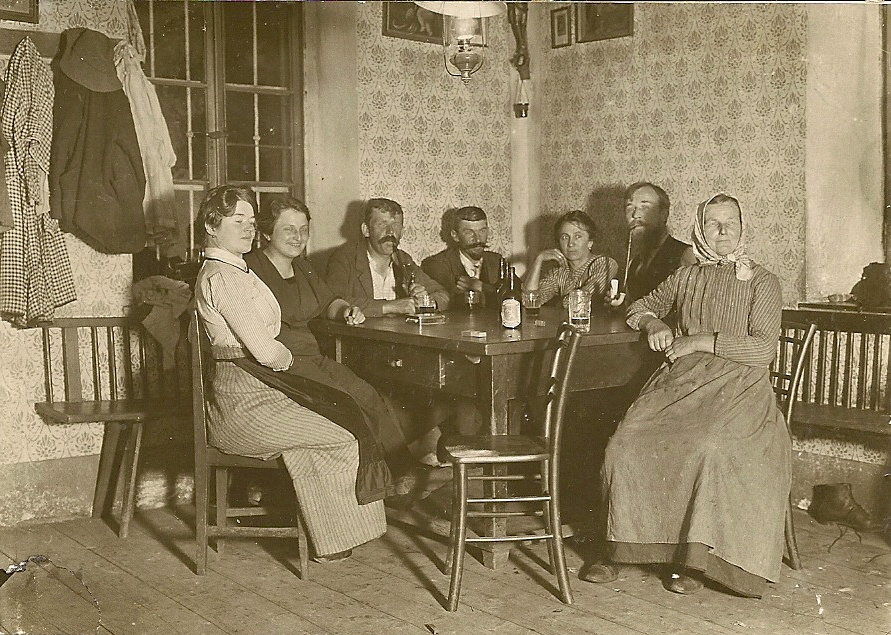
Josef Rainer mit Gattin, Mutter und Geschwistern in der Stube Nebelhansl ca. 1910.
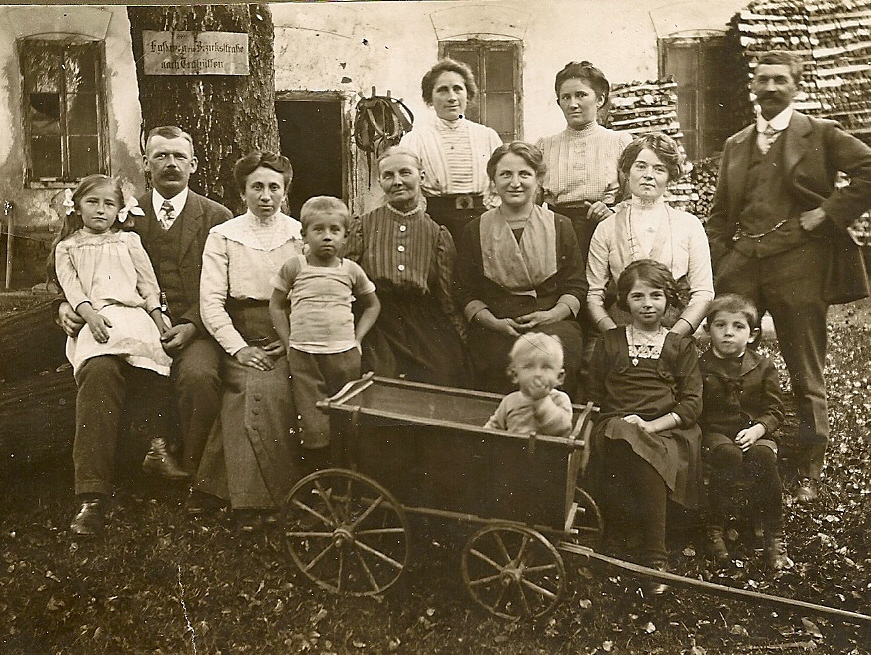
Josef Rainer (links) mit Großfamilie ca. 1913
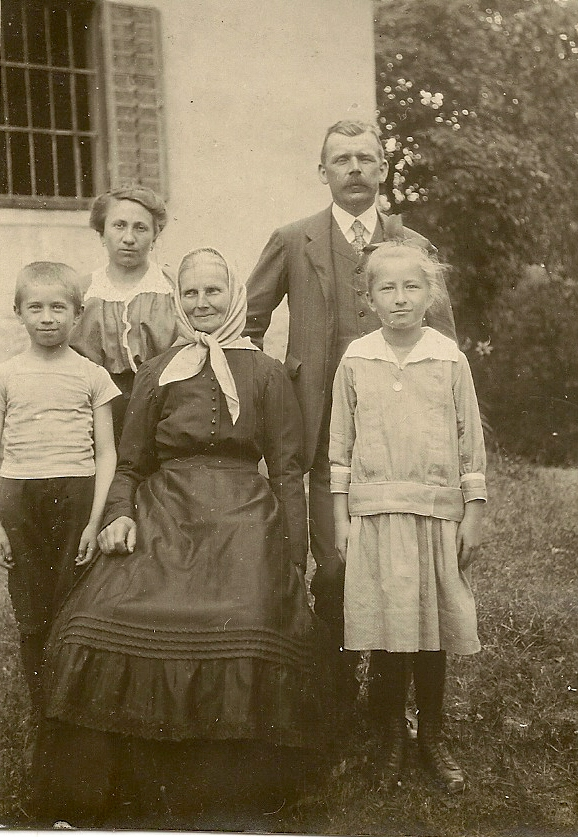
Josef Rainer mit Gattin Anna, Mutter Josefa, Tochter Maria, Sohn Josef ca. 1914
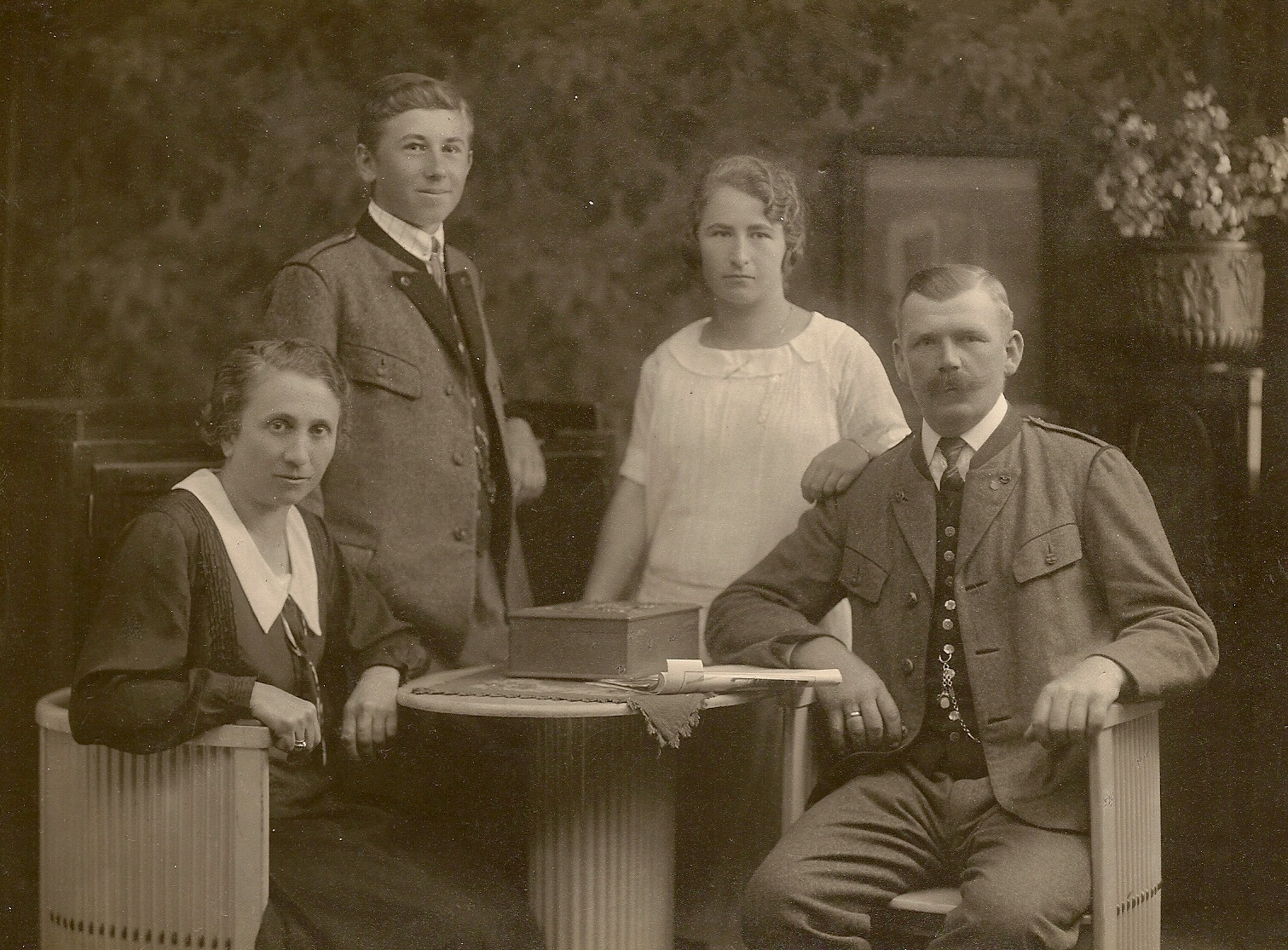
Josef Rainer (re.) mit Gattin Anna, Tochter Maria, Sohn Josef ca. 1925
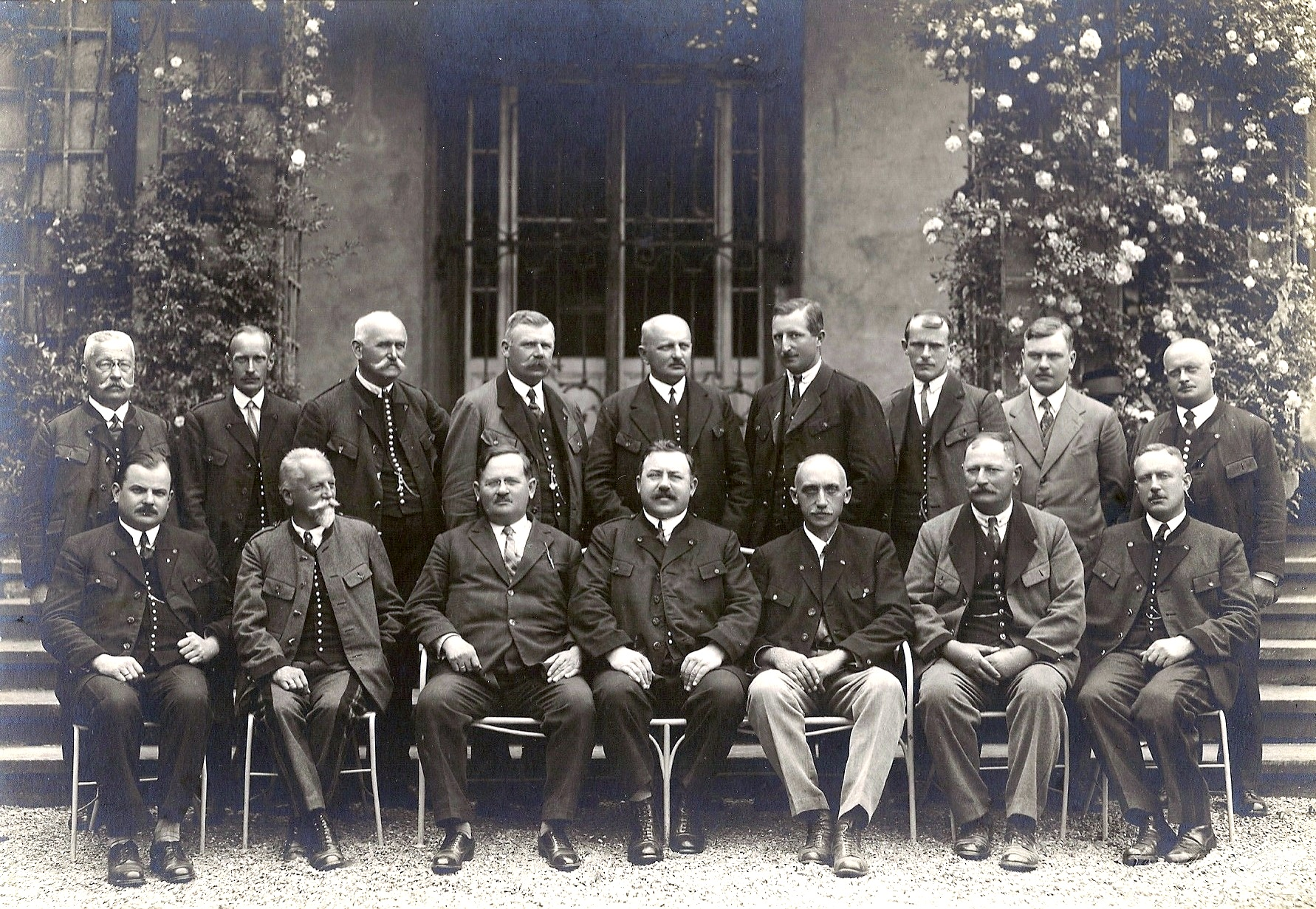
Josef Rainer (2. Reihe, 4. von links) als Steirischer Landtagsabgeordneter 1931 in Graz
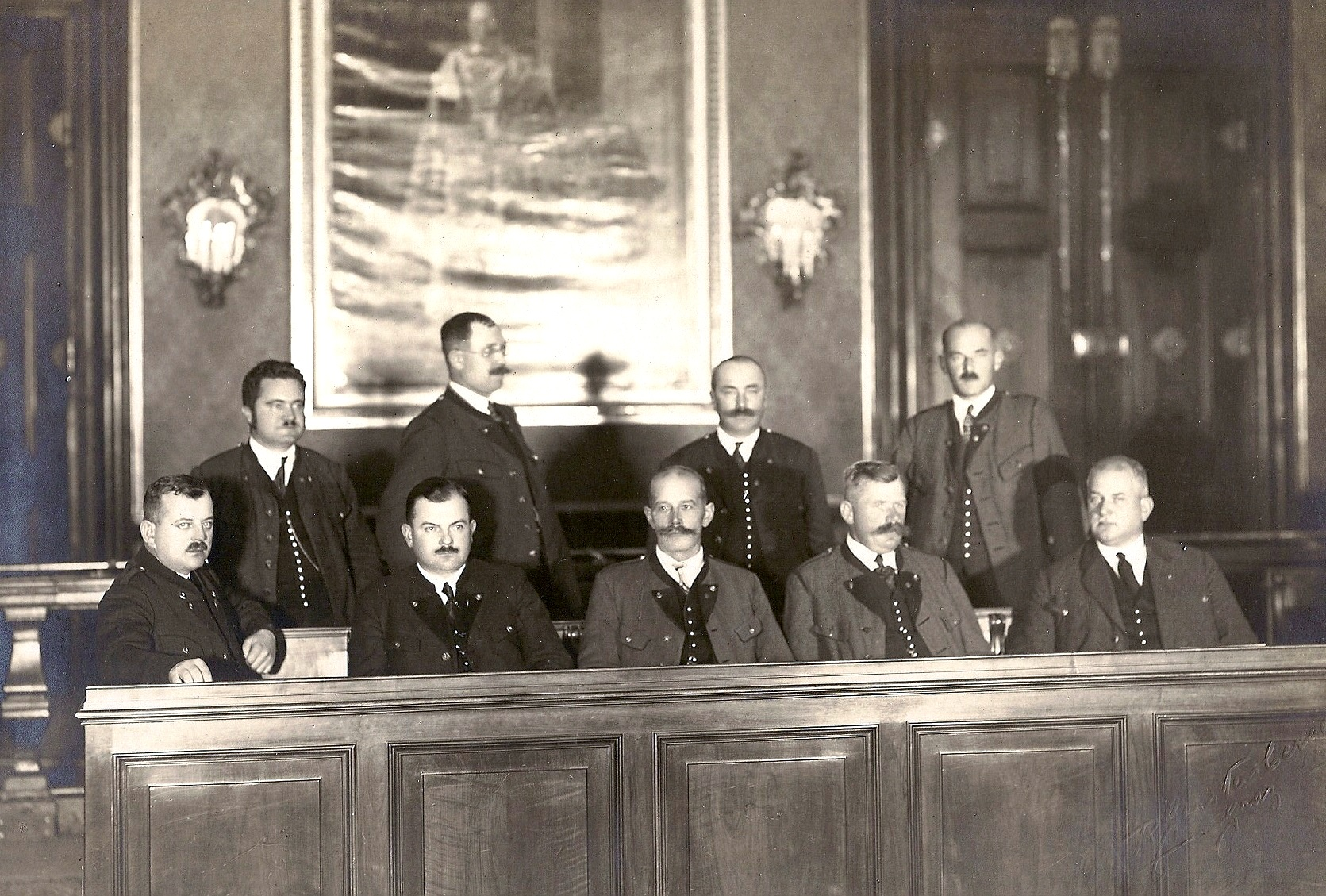
Josef Rainer (1. Reihe, 2. von rechts) im Bundesrat 1934 in Wien
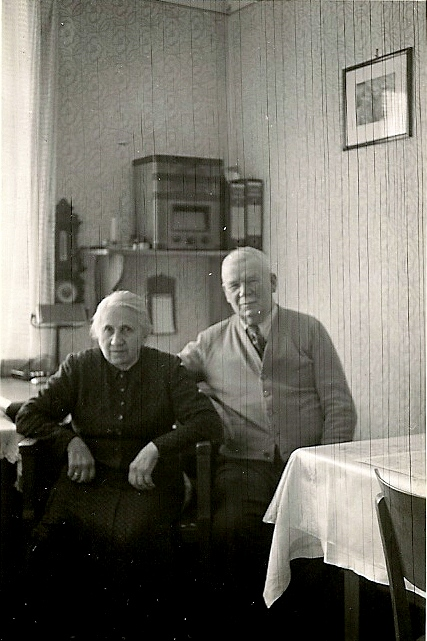
Josef und Anna Rainer ca. 1960

## Ehrungen
- 1935 Ehrenbürgerschaft der Gemeinde Burgegg